# スパイ in デンジャー
『スパイ in デンジャー』（スパイ イン デンジャー、原題: Spies in Disguise）は2019年に公開されたアメリカ合衆国のアニメーション映画である。監督はトロイ・クアンとニック・ブルーノが務めた（両者は本作が映画監督デビュー作となる）。本作は2009年に発表された短編アニメーション映画『Pigeon: Impossible』を長編映画化した作品である。

## ストーリー
ランス・スターリングは諜報組織H.T.U.Vに所属するスパイで、世界でも指折りの実力を有していた。ある日、ランスは武器商人のカツ・キムラによるドローン売買を調査すべく、日本に派遣された。キムラから武器を買おうとしていたのはサイバー技術に精通したテロリスト、キリアンであった。キリアンが姿を見せるや否や、ランスは上官のジェンキンスの命令を無視して現場に突入し、キムラとその部下たちを撃退し、ドローン入りのブリーフケースを奪取した。帰国後、ランスは「お前が開発した新しい武器は役に立たなかったぞ」とウォルター・ベケットを叱責した。ベケットは社会性にこそ難があったが、マサチューセッツ工科大学を修了した優秀な科学者であった。ウォルターは「世界を救う方法の中には、もっと平和的なものがあるはずだ」と主張したが、それが原因でランスをさらに怒らせてしまい、H.T.U.Vを解雇されることになった。
ランスがブリーフケースを開けたところ、そこにあるはずのドローンがなかった。その直後、ランスは同僚のマーシー・カペルから詰問されることになった。マーシー曰く、監視カメラの映像にドローンをどこかへ運んでいくランスの姿が映っていたのだという。身に覚えがないランスは釈明したが、結局、ランスは組織から裏切り者として追われる身となった。ランスは何とかH.T.U.Vの本部から逃走し、ウォルターに助けを求めることにした。その頃、キリアンはH.T.U.Vの武器庫に押し入っていた。
ランスがウォルターの家に着いた頃、ウォルターはちょうどある薬剤の開発に成功していた。ランスは勘違いでそれを飲んでしまい、彼は小鳩に変身してしまった。ウォルターは直ちに解毒剤を作成しようとしたが、H.T.U.Vのエージェントたちがやって来たため、逃げることを優先せざるを得なかった。
こうして、ランスは非力な小鳩の姿のままH.T.U.Vのエージェントたちから逃げ回り、それと同時に、キリアンのテロを未然に防ぐという困難なミッションに挑むこととなった。

## キャスト
※括弧内は日本語吹替
- ランス・スターリング - ウィル・スミス（鶴岡聡）
- ウォルター・ベケット - トム・ホランド（田谷隼）
- マーシー・カペル - ラシダ・ジョーンズ（佐古真弓）
- キリアン - ベン・メンデルソーン（内田直哉）
- ジョイ・ジェンキンス - リーバ・マッキンタイア (塩田朋子)
- ウェンディ・ベケット - レイチェル・ブロズナハン (織部ゆかり)
- アイズ - カレン・ギラン（下山田綾華）
- イアーズ - DJキャレド (西村太佑)
- カツ・キムラ - マシ・オカ（石上裕一）
- ジェラルディン - カーラ・ヒメネス (山口協佳)

## スタッフ
- 監督 : トロイ・クアン、ニック・ブルーノ
- 製作総指揮 : クリス・ウェッジ、コリ・アデルソン
- シニアクリエイティブチーム　ブルースカイ・スタジオ : トロイ・クアン、キャレン・ディッシャー、 ニック・ブルーノ、クリス・ウェッジ、 カルロス・サルダーニャ（英語版）

## 製作
2017年10月9日、ウィル・スミスとトム・ホランドが本作に起用されたと報じられた。2018年6月、セオドア・シャピロが本作で使用される楽曲を手掛けることになった。10月29日、ベン・メンデルソーン、カレン・ギラン、ラシダ・ジョーンズ、DJキャレド、マシ・オカの出演が決まったとの報道があった。2019年7月23日、レイチェル・ブロズナハンとリーバ・マッキンタイアがキャスト入りした。12月13日、RCAレコードが本作のサウンドトラックを発売した。

## 公開・マーケティング
当初、本作は2019年1月18日に全米公開される予定だったが、後に公開日は同年4月19日→9月13日→12月25日と延期されることになった。
2018年11月1日、本作のオフィシャル・トレイラーが公開された。2019年7月1日、本作のオフィシャル・トレイラー第2弾が公開された。12月4日、本作はハリウッドにあるエル・キャピタン劇場でプレミア上映された。
なお、本作はウォルト・ディズニー・カンパニーがスタジオ名を20世紀スタジオに変更する前に、20世紀フォックスの名前で公開された最後のフォックスアニメーション映画である。また、ディズニーは2021年2月9日にブルースカイ・スタジオを閉鎖することを発表した。そのため、本作はブルースカイが制作を担当した最後の映画となった。

### 日本
日本では、ウォルト・ディズニー・ジャパンの配給で5月22日に劇場公開予定だったが、5月1日に新型コロナウイルスの影響で本作の劇場公開中止が発表された。その後、2020年7月10日にディズニーの定額制動画配信サービス「Disney+」にて配信を行うことを同年6月24日に発表した。
なお、ディズニーの傘下に入る以前の20世紀フォックスのアニメ映画は　『アイス・エイジ3/ティラノのおとしもの』の日本での興行的失敗の影響もあり、2010年代に入ると日本支部がアニメ映画の劇場公開に消極的となった影響で、『アイス・エイジシリーズ』やドリームワークス・アニメーション作品を含めた多くの作品が劇場未公開（ビデオスルー）となる事態が続いていた。その為、もし本作が劇場公開されていた場合、『I LOVE スヌーピー THE PEANUTS MOVIE』以来、約5年ぶりにフォックス製作のアニメ映画が日本で劇場公開される予定となっていた。

## 興行収入
本作は『ストーリー・オブ・マイライフ/わたしの若草物語』と同じ週に封切られ、公開初週末に1100万ドル前後を稼ぎ出すと予想されていたが、実際の数字はそれを若干上回るものとなった。2019年12月25日、本作は全米3502館で公開され、公開初週末に1335万ドルを稼ぎ出し、週末興行収入ランキング初登場5位となった。

## 評価
本作は批評家から好意的に評価されている。映画批評集積サイトのRotten Tomatoesには122件のレビューがあり、批評家支持率は77%、平均点は10点満点で6.5点となっている。サイト側による批評家の見解の要約は「キャスト陣の好演のお陰で、誰でも楽しめる冒険アニメに仕上がっている。『スパイ in デンジャー』はファミリー層向けの面白い作品であり、ストーリーの進むペースが速いのも満足するに足る。」となっている。また、Metacriticには22件のレビューがあり、加重平均値は54/100となっている。なお、本作のCinemaScoreはA-となっている。

### トリビア
山寺宏一さんとランス・スターリング役の江原正士さんは以前ランス・スターリングさんの声を担当していました。